# Vicente Vidal Corella
Vicente Vidal Corella (Valencia, 1905 – 26 de febrero de 1992) es un escritor, historiador, periodista, fotógrafo y músico valenciano.

## Biografía
Nacido dentro de una de las más relevantes familias de fotógrafos valencianos, la de Martín Vidal Romero, su padre, y fundador de la saga, continuada por él y sus dos hermanos Martín y Luis; pese a destacar también en el campo del fotoperiodismo, abarcó múltiples y diversos campos de la cultura, desde la música a la escritura, pasando por la historia y el periodismo.
Trabajó como fotoperiodista debutando en el Diario de Valencia desde que en 1920 su padre dejara el puesto y lo continuaran Vicente y sus hermanos.
Como su padre y sus hermanos, durante la  Guerra Civil trabajó como fotoperiodista de guerra en los frentes próximos a Valencia. 
Aunque también llevó a cabo otras actividades como la de director del diario Adelante entre 1937 y 1939.
También fue colaborador asiduo del periódico valenciano Las Provincias. Donde podemos destacar artículos como La Valencia de otros tiempos: las campanas de Valencia.

## Obras
En el terreno musical, podemos destacar la letra, junto a Vicente Miquel Carceller, de la revista musical producida por el teatro “Nostre Teatre”, el 1 de enero de 1935, titulada “Pepico Valencia”, con música J. Sánchez Roglá. También escribió libros especializados sobre la historia musical de Valencia como:
- El maestro Serrano y los felices tiempos de la Zarzuela, Valencia, Prometeo, 1973. ISBN 8471990946. Con cinco ediciones.[8]
- El Himno Regional de Valencia, Valencia, Ayuntamiento de Valencia, 1975.
- El maestro Santiago Lope, Valencia, Conservatorio Superior de Música y Escuela de Arte Dramático de Valencia, 1979. Del que se realizaron siete ediciones.[8]

Entre su obra impresa, mucha de la cual trata temas costumbristas valencianos como los dedicados a: La pelota valenciana (1969), Torres de Valencia (1972); podemos destacar:
- Valencia antigua y pintoresca. Publicaciones del Círculo de Bellas Artes, 1971 – 219 pág.[9] con 6 ediciones el mismo año de su publicación en 1971.[8]
- Los Benlliure y su época. Valencia: Prometeo, c1977. ISBN 8471990660.[3][10] De este título se llevaron a cabo 8 ediciones entre 1977 y el 2000.[8]
- La Valencia de otros tiempos: tipos, costumbres, fiestas y tradiciones. Con 4 ediciones entre 1986 y 1992.[8]
- El Gremio de Industriales Panaderos de Valencia, Gremio de Industriales Panaderos de Valencia. ISBN 978-84-400-4059-6.[11]

Y también podemos destacar algunas de sus publicaciones gráficas como:
- Historia Gráfica de las Fallas. Confederación Española de Cajas de Ahorros. ISBN 978-84-7580-010.[8]
- Historia gráfica del fútbol valenciano. Caja de Ahorros. Valencia. 1982. ISBN 84-500-5489-3.

Además parte de su obra gráfica como fotógrafo está depositada en la Biblioteca Nacional de España.